# Flughafen Rundu

i7
i11
i13
Der Flughafen Rundu (englisch Rundu Airport, offiziell Rundu Aerodrome, IATA-Code: NDU, ICAO-Code: FYRU) ist der Flughafen der Stadt Rundu in Namibia. Der Flughafen liegt an der Nationalstraße B8 rund neun Kilometer südwestlich der Stadt. Er besitzt eine 3354 Meter lange Hauptstart- und Landebahn. Zudem gab es eine – mittlerweile dauerhaft geschlossene – knapp 1500 Meter lange Ersatzbahn.
Im Juli 2023 wurde der Neubau eines Terminals bestätigt.

## Fluggesellschaften und Verbindungen
Seit Februar 2011 bediente Air Namibia Rundu auf dem Weg vom Flughafen Eros in Windhoek zum Flughafen Katima Mulilo sowie direkt. Mit der Einstellung des Flugbetriebs von Air Namibia im Februar 2021 wurde der Flughafen nicht mehr im Linienflugbetrieb genutzt. Ab August 2021 bis 2024 bediente FlyNamibia den Flughafen von Eros aus im Linienflugverkehr, seitdem nur noch im Charterflugverkehr.

## Statistiken
| Jahr | Flugbewegungen | Passagiere |
| ---- | -------------- | ---------- |
| 2008 | 584            | 1585       |
| 2009 | 504 ▼          | 1368 ▲     |
| 2010 | 573 ▲          | 1361 ▼     |
| 2011 | 1246 ▲         | 5528 ▲     |
| 2012 | 1263 ▲         | 7296 ▲     |
| 2013 | 1207 ▼         | 6538 ▼     |
| 2014 | 1365 ▲         | 6290 ▼     |
| 2015 | 1265 ▼         | 6967 ▲     |
| 2016 | 1079 ▼         | 7893 ▲     |
| 2017 | 756 ▼          | 8592 ▲     |
| 2018 | 663 ▼          | 8684 ▲     |
| 2019 | 828 ▲          | 7643 ▼     |
| 2020 | 434 ▼          | 4178 ▼     |
| 2021 | 456 ▲          | 2352 ▼     |
| 2022 | 707 ▲          | 3355 ▲     |
| 2023 | 573 ▼          | 2870 ▼     |

Quelle: Airport Statistics. Namibia Airports Company, Februar 2024.

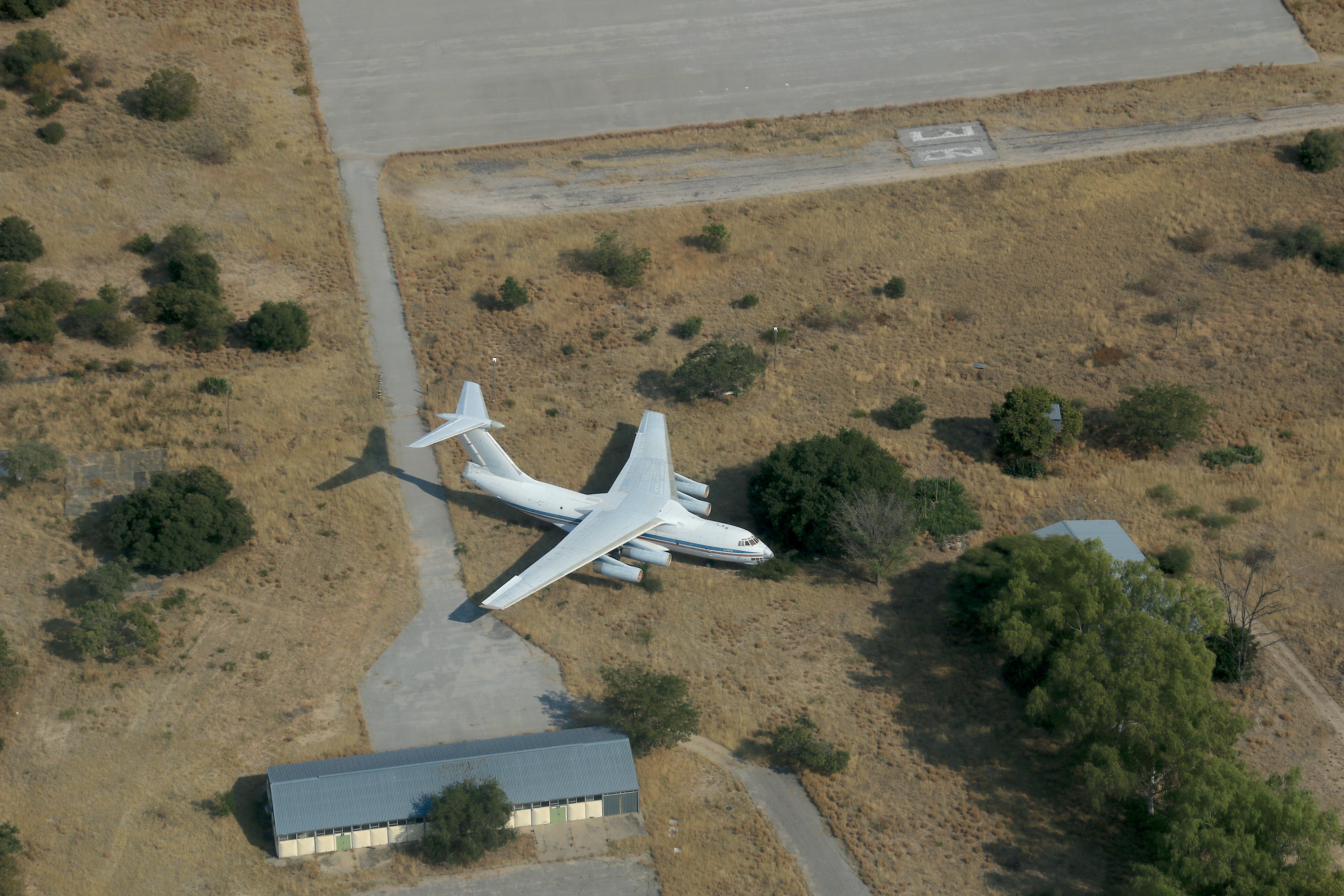
Abgestellte Iljuschin Il-76 auf dem Flughafen Rundu